# John Robert Gorman
John Robert Gorman (ur. 11 grudnia 1925 w Chicago, Illinois, zm. 1 czerwca 2025) – amerykański duchowny rzymskokatolicki, biskup pomocniczy Chicago w latach 1991–2003. 

## Życiorys
Święcenia kapłańskie otrzymał 1 maja 1956 z rąk kard. Samuela Stritcha. Pracował duszpastersko na terenie rodzinnej archidiecezji Chicago. 
16 lutego 1988 ogłoszona została jego nominacja na pomocniczego biskupa Chicago. Otrzymał wówczas stolicę tytularną Catula. Sakry udzielił mu ówczesny zwierzchnik archidiecezji Joseph Bernardin. Na emeryturę przeszedł 24 stycznia 2003 roku.